# Łukasz Górnicki

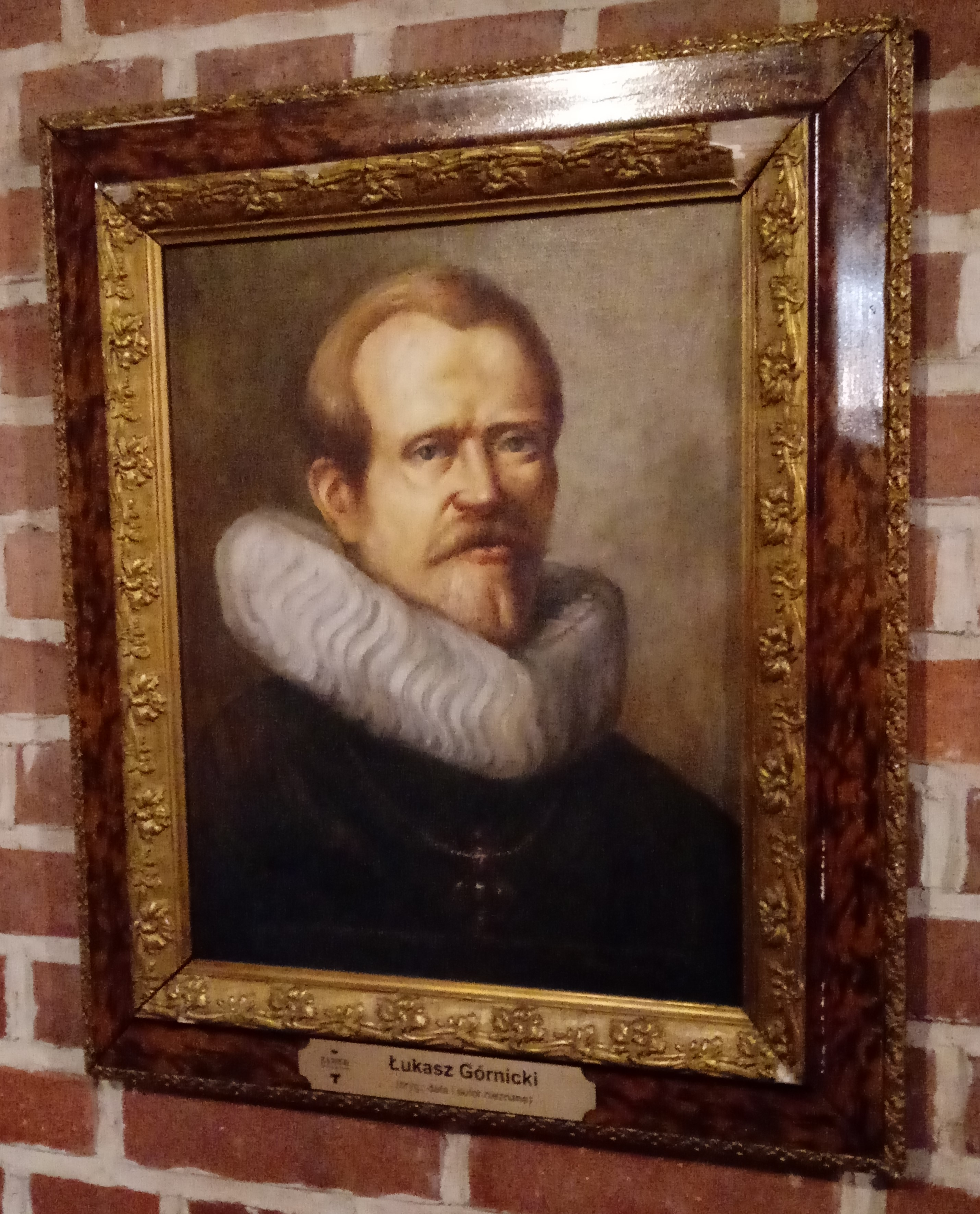

Łukasz Górnicki (* 1527 in Oświęcim; † 22. Juli 1603 in Lipniki bei Tykocin) war ein polnischer Humanist, Schriftsteller, Poet, Sekretär und Kanzler von König Sigismund II. August von Polen.
Er schrieb „Der polnische Edelmann“, „Die polnische Krone“, „Die polnisch-italienische Diskussion“ und andere politische, historische und poetische Werke.